# Natação no Campeonato Europeu de Esportes Aquáticos de 2022 - 400 m medley masculino
A prova dos 400 metros nado medley masculino da natação no Campeonato Europeu de Esportes Aquáticos de 2022 ocorreu no dia 11 de agosto no Foro Italico, em Roma na Itália. 

## Calendário
| Fase          | Data         | Hora  |
| ------------- | ------------ | ----- |
| Eliminatórias | 11 de agosto | 09:28 |
| Final         | 11 de agosto | 18:16 |

Todos os horários estão no horário local (UTC+1)

## Recordes
Antes desta competição, os recordes eram os seguintes:
|                       | Nadador        | Tempo   | Local     | Data                 |
| --------------------- | -------------- | ------- | --------- | -------------------- |
| Recorde mundial       | Michael Phelps | 4:03.84 | Pequim    | 10 de agosto de 2008 |
| Recorde europeu       | Léon Marchand  | 4:04.28 | Budapeste | 18 de junho de 2022  |
| Recorde do campeonato | László Cseh    | 4:09.59 | Eindhoven | 24 de março de 2008  |

## Medalhistas
| Ouro                   | Prata                 | Bronze                      |
| Alberto Razzetti (ITA) | Dávid Verrasztó (HUN) | Pier Andrea Matteazzi (ITA) |

## Resultados

### Eliminatórias
Esses foram os resultados das eliminatórias.
| Pos. | Bateria | Raia | Nadador               | Nacionalidade | Tempo   | Notas |
| ---- | ------- | ---- | --------------------- | ------------- | ------- | ----- |
| 1    | 2       | 4    | Dávid Verrasztó       | Hungria       | 4:15.52 | Q     |
| 2    | 2       | 5    | Joan Lluís Pons       | Espanha       | 4:16.17 | Q     |
| 3    | 1       | 4    | Alberto Razzetti      | Itália        | 4:17.21 | Q     |
| 4    | 2       | 3    | Hubert Kós            | Hungria       | 4:17.22 | Q     |
| 5    | 1       | 5    | Pier Andrea Matteazzi | Itália        | 4:17.36 | Q     |
| 6    | 2       | 1    | Thomas Jansen         | Países Baixos | 4:18.43 | Q     |
| 7    | 2       | 6    | Émilien Mattenet      | França        | 4:19.20 | Q     |
| 8    | 1       | 6    | Richard Nagy          | Eslováquia    | 4:19.75 | Q     |
| 9    | 1       | 7    | Daniil Giourtzidis    | Grécia        | 4:19.97 |       |
| 10   | 2       | 8    | Jon Jøntvedt          | Noruega       | 4:20.40 |       |
| 11   | 1       | 3    | Brodie Williams       | Reino Unido   | 4:20.55 |       |
| 12   | 1       | 1    | Marius Toscan         | Suíça         | 4:20.87 |       |
| 13   | 1       | 2    | Eitan Ben Shitrit     | Israel        | 4:21.22 |       |
| 14   | 2       | 2    | Marius Zobel          | Alemanha      | 4:22.32 |       |
| 15   | 1       | 8    | Krzysztof Chmielewski | Polónia       | 4:24.78 |       |
| 16   | 2       | 7    | Anže Ferš Eržen       | Eslovênia     | 4:26.10 |       |
| 17   | 2       | 0    | William Lulek         | Suécia        | 4:26.15 |       |
| 18   | 2       | 9    | František Jablčník    | Eslováquia    | 4:26.32 |       |
| 19   | 1       | 0    | Liam Custer           | Irlanda       | 4:31.43 |       |
| 20   | 1       | 9    | Zhulian Lavdaniti     | Albânia       | DNS     | DNS   |

### Final
Esse foi o resultado da final. 
| Pos.              | Raia | Nadador               | Nacionalidade | Tempo   | Notas |
| ----------------- | ---- | --------------------- | ------------- | ------- | ----- |
| Medalha de ouro   | 3    | Alberto Razzetti      | Itália        | 4:10.60 |       |
| Medalha de prata  | 4    | Dávid Verrasztó       | Hungria       | 4:12.58 |       |
| Medalha de bronze | 2    | Pier Andrea Matteazzi | Itália        | 4:13.29 |       |
| 4                 | 6    | Hubert Kós            | Hungria       | 4:13.77 |       |
| 5                 | 5    | Joan Lluís Pons       | Espanha       | 4:14.31 |       |
| 6                 | 7    | Thomas Jansen         | Países Baixos | 4:18.42 |       |
| 7                 | 1    | Émilien Mattenet      | França        | 4:19.36 |       |
| 8                 | 8    | Richard Nagy          | Eslováquia    | 4:22.98 |       |

Legenda
| Recorde mundial       | Recorde mundial (World record)               |                       | Recorde africano                      | Recorde africano (African) |                                           | Q | Classificado por posição (Qualified) |
| Recorde do campeonato | Recorde do campeonato (Championship record)  | Recorde da América    | Recorde da América (Americas)         | q                          | Classificado por melhor tempo (Qualified) |   |                                      |
| Melhor marca do ano   | Melhor marca do ano (World leading)          | Recorde asiático      | Recorde asiático (Asian)              | DNS                        | Não largou (Did not start)                |   |                                      |
| Recorde nacional      | Recorde nacional (National record)           | Recorde europeu       | Recorde europeu (European)            | DNF                        | Não terminou (Did not finish)             |   |                                      |
| Recorde pessoal       | Recorde pessoal do atleta (Personal best)    | Recorde da Oceania    | Recorde da Oceania (Oceania)          | DSQ / DQ                   | Desclassificado (Disqualified)            |   |                                      |
| Recorde da temporada  | Recorde da temporada do atleta (Season best) | Recorde sul-americano | Recorde sul-americano (South America) | NM                         | Sem marca (No mark)                       |   |                                      |